# 25 Korpus Strzelecki (ZSRR)
25 Korpus Strzelecki (ros. 25-й стрелковый корпус)  – wyższy związek taktyczny piechoty Armii Czerwonej z okresu II wojny światowej.

## Formowanie i walki
25 Korpus Strzelecki formowany został w 1941 roku. Jego szlak bojowy w walce z armią niemiecką prowadził z rejonu Tuły przez Briańsk, Kowel, Poniatową, Nałęczów, Zwoleń, Radom, Tomaszów Mazowiecki i Frankfurt nad Odrą, a zakończył się w rejonie Halbe.
Uczestnicząc w ofensywie styczniowej Armii Czerwonej żołnierze 25 KS 15 stycznia 1945 zdobyli Zwoleń oraz 16 stycznia Radom. Do obydwu miast jako pierwsi wkroczyli żołnierze 218 Gwardyjskiego Pułku Piechoty z 77 Gwardyjskiej Dywizji Piechoty należącej do 25 Korpusu Strzeleckiego. W czasie walk na ziemiach polskich oraz operacji berlińskiej prowadzonej na terytorium III Rzeszy 25 KS wchodził w skład 69 Armii.
Za wykazane męstwo i odwagę w walkach o Radom jednostka otrzymała zaszczytną nazwę: 25 Radomski Korpus Strzelecki.

## Dowódcy korpusu
- gen. mjr Siergiej Czestochwałow (19.06.1941 - 16.07.1941)
- płk Grigorij Rewunenkow (28.02.1943 - 12.03.1943)
- gen. mjr Aleksandr Barinow[3] (28.12.1943 - 26.03.1945)[1]
- gen. mjr N. Trufanow[6]

## Struktura organizacyjna
Skład 1 maja 1943:
- 186 Dywizja Piechoty
- 238 Dywizja Piechoty
- 362 Dywizja Piechoty[7]

Skład 1 maja 1945:
- 77 Gwardyjska Dywizja Piechoty,
- 4 Dywizja Piechoty,
- 41 Dywizja Piechoty[7]